# Gambusia baracoana
 Gambusia baracoana és un peix de la família dels pecílids i de l'ordre dels ciprinodontiformes.

## Distribució geogràfica
Es troba a Cuba.